# Canard cou-nu
Le Canard cou nu est une race de canard domestique obtenue en France à la suite d'une mutation du canard colvert dans l'élevage du juge avicole Pierre Delambre en 1992. Il fut par la suite sélectionné et homologué par Jean-Claude Périquet, juge avicole de Gincrey (Meuse), en 1997.
Le cou, la tête et l'abdomen de cette race sont partiellement dénudés, les tarses et les doigts dépourvus d'écailles. De plus ce canard a les rémiges et le croupion atrophiés.
Le mâle pèse 1,2 kg environ et la cane 1,1 kg ; les œufs, de 50 à 60 g, possèdent une coquille de couleur verdâtre, rarement blanchâtre.